# Teresa Feoderovna Ries

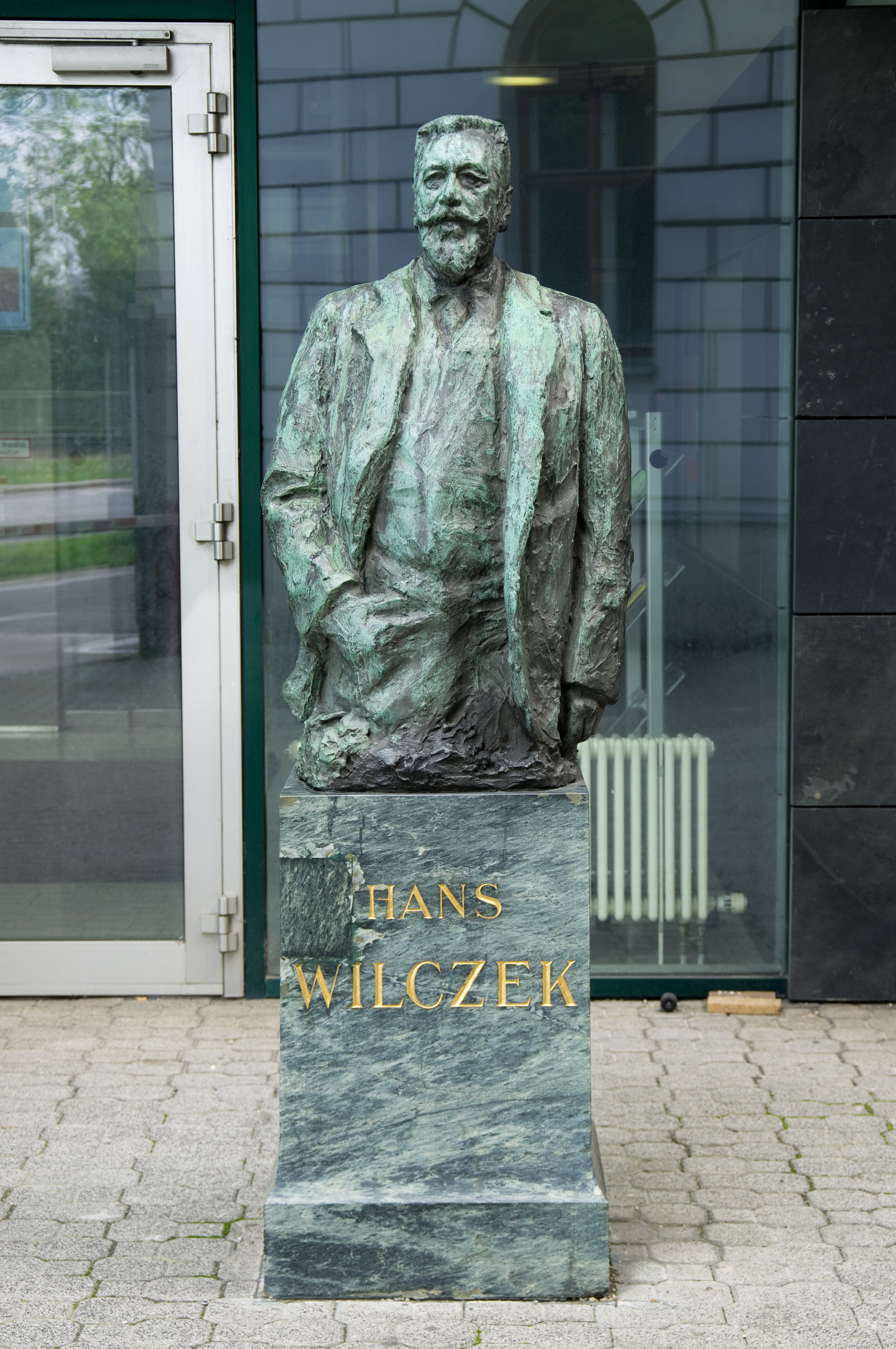
Estatua de Hans Wilczek en Viena

Teresa Feoderovna Ries (Moscú; 1874 – Lugano; 1950) fue una escultora y pintora ruso-austríaca.

## Vida y carrera
Teresa Ries nació en Rusia en una familia judía. Asistió a la Escuela de Pintura, Escultura y Arquitectura de Moscú, de la cual fue expulsada por haberle faltado el respeto a un profesor en una de sus clases.  Se mudó a Viena a la edad de 21 años, donde su primera exposición en la Viena Künstlerhaus incluía Witch, una escultura de una mujer desnuda cortándose sus uñas. Esta pieza atrajo la atención del Káiser Francisco José I, y la convirtió en una sensación de manera inesperada.  A la exposición asistió también Gustav Klimt, miembro activo del movimiento Secesión de Viena, quién le pidió que exhibiese con ellos. Buscó como mentor a Edmund Hellmer, quien al principio la rechazó, diciendo que "era una pérdida de tiempo enseñar a mujeres si de todos modos se iban a casar". Hellmer finalmente aceptó y le ayudó a exhibir su trabajo y obtener comisiones.
En 1900, Ries exhibió en la Exposición Universal de París y en la Exposición Universal de 1911 en Turín, siendo invitada por Rusia y Austria. El Príncipe Alois de Lichtenstein le ofreció el uso de un suite de habitaciones junto a su galería de arte para usarla como estudio.
Trabajando en piedra, mármol, yeso, y bronce, Ries produjo trabajos públicos y encargos para particulares durante su carrera. Algunas de sus esculturas de desnudos bien conocidas son Sleepwaker (pre-1894), Lucifer (c. 1897), y Death (1898).  Produjo además esculturas y bustos para espacios públicos; su Busto de Jaromir Mundy (1897) se encuentra en el exterior del edificio de la Asociación de Bomberos de Viena. Ries es quizás más conocida por haber fotografiado y creado un busto de Mark Twain durante el tiempo que residió en Viena.
Según el crítico de arte Karl Kraus, "sus exposiciones recibieron demasiada publicidad". Ries publicó su autobiografía, Die Sprache des Steines (La Lengua de la Piedra) en 1928.  En 1938 fue expulsada de su galería y espacio de estudio debido a la política Nazi de Arianización. Continuó trabajando en Viena hasta 1942 y luego emigró a Lugano, Suiza.

## Vida personal
Ries se casó, perdió un niño, y se divorció mientras era todavía una adolescente en Moscú.